# 1681 au théâtre
| Années du théâtre : 1678 - 1679 - 1680 - 1681 - 1682 - 1683 - 1684    |
| Décennies du théâtre : 1650 - 1660 - 1670 - 1680 - 1690 - 1700 - 1710 |

## Événements
- 5 janvier : acte d'association à Paris des Comédiens français.

## Pièces de théâtre publiées
- Le Moine espagnol (en), tragi-comédie de John Dryden, Londres, Richard et Jacob Tonson.

## Pièces de théâtre représentées
- 26 janvier : Zaïde de Jean de La Chapelle, Paris, Comédie-Française.
- 23 février : La Pierre philosophale de Thomas Corneille et Jean Donneau de Visé, Paris, Comédie-Française.
- 11 juillet : Crispin bel esprit de La Thuillerie et Gaspard Abeille, Paris, Comédie-Française.
- 7 novembre : Hercule de La Thuillerie et Gaspard Abeille, Paris, Comédie-Française.
- 12 décembre : Cléopâtre de Jean de La Chapelle, Paris, Comédie-Française.

## Décès
- 31 mars : François Datelin, dit Fanchon Brioché, marionnettiste français, actif à Paris aux foires Saint-Laurent et Saint-Germain, né le 9 juin 1620.
- 23 mai : Claude Deschamps, dit de Villiers, acteur et auteur dramatique français, né vers 1600.
- juillet : Andries Pels, poète et dramaturge néerlandais, né en octobre 1631.
- 17 septembre : John Lacy, acteur comique et dramaturge anglais, né vers 1615.
- 27 septembre : Jacob Masen, prêtre jésuite allemand, théologien et dramaturge, auteur de pièces pour le théâtre jésuite, né le 23 septembre 1606.